# Sylvia Leuker
Sylvia Leuker (* 1962; † 14. April 2019) war eine deutsche Journalistin und Drehbuchautorin.

## Leben
Sylvia Leuker wurde 1962 im Ruhrgebiet geboren.
1982 erlangte sie das Abitur und wurde danach an der Deutschen Journalistenschule in München aufgenommen. 1988 schloss sie ihr Journalistik-Studium an der Ludwig-Maximilians-Universität München mit einem Diplom ab. Von 1988 bis 1998 war sie als Hörfunk- und Fernsehjournalistin tätig; zuletzt wirkte sie als freie Mitarbeiterin im Ressort Innenpolitik des Focus.
Nach ersten Drehbuchversuchen absolvierte sie im Jahrgang 1995/1996 die Drehbuchwerkstatt München. Im Anschluss war sie als freischaffende Drehbuchautorin tätig. Mehrere ihrer Drehbücher verfasste sie in Co-Autorenschaft mit ihrem Lebensgefährten Benedikt Röskau. Sie war Mitglied der Deutschen Akademie für Fernsehen (DAfF) und des Verbandes Deutscher Drehbuchautoren (VDD).
Am 14. April 2019 starb Sylvia Leuker nach schwerer Krankheit. Sie hinterließ ihren Lebensgefährten Benedikt Röskau und den gemeinsamen Sohn.

## Filmografie (Auswahl)
- 1999: In aller Freundschaft (Fernsehserie, 1 Episode)
- 2002: Harte Brötchen (Fernsehfilm)
- 2002: Der Freund meiner Mutter (Fernsehfilm)
- 2009: Über den Tod hinaus (Fernsehfilm)
- 2010: Die Frau des Schläfers (Fernsehfilm)
- 2013: Nur mit euch! (Fernsehfilm)
- 2013: Familie inklusive (Fernsehfilm)
- 2014: Die Auserwählten (Fernsehfilm)
- 2016: Frau Pfarrer & Herr Priester (Fernsehfilm)